# Вантополь
Вантополь (пол. Wantopol) — село в Польщі, у гміні Яблонь Парчівського повіту Люблінського воєводства.
Населення — 98 осіб (2011).
У 1975-1998 роках село належало до Білопідляського воєводства.

## Демографія
Демографічна структура станом на 31 березня 2011 року:
|          | Загалом | Допрацездатний вік | Працездатний вік | Постпрацездатний вік |
| -------- | ------- | ------------------ | ---------------- | -------------------- |
| Чоловіки | 54      | 10                 | 37               | 7                    |
| Жінки    | 44      | 6                  | 24               | 14                   |
| Разом    | 98      | 16                 | 61               | 21                   |